# Eufoda
Eufoda est un label discographique belge, basé à Louvain, en Région flamande. Avec une préférence pour la musique classique légère, le label propose une gamme variée de musique de qualité de compositeurs internationaux et flamands.  Ses disques sont distribués par Codaex.

## Histoire
Eufoda, créée après la Seconde Guerre mondiale, est l'étiquette de disques vinyles et, depuis 1986, aussi de CD du Davidsfonds. Son nom dérive des mots Europese Fonoclub Davidsfonds (Club phonographique européen du Davidsfonds), dénomination sous laquelle le label a existé à ses débuts.  
L'intention était de faire des enregistrements de haute qualité de compositeurs flamands et internationaux, réalisés par des artistes flamands.  L'offre s'étend de la musique classique à la musique populaire ou traditionnelle.  Du gouvernement flamand, une série de dix CD sur la polyphonie flamande a reçu, en 1994, le titre honorifique d’Ambassadeur culturel de la Flandre.  

## Groupes et artistes
Du côté musique populaire et traditionnelle, le label a notamment enregistré : Della Bosiers (nl), Miel Cools , Tars Lootens (nl), Paul Rans et 't Kliekske (nl). Côté musique classique, il a enregistré : Tom Beghin, Capilla Flamenca, Collegium Instrumentale Brugense (nl) (Het Kamerorkest), Currende Consort, Les Pianistes duettistes Kolacny (nl), Jan Michiels, et Prima La Musica.